# Сьома Роксолана Богданівна
Роксолана Богданівна Сьома (6 липня 1978, с.Конюшки, Рогатинського району, Івано-Франківської області) – українська письменниця, журналістка, редакторка, мисткиня.

## Життєпис
Фізично народилася на Львівщині в смт.Журавно, де й жила до п’ятирічного віку. Потім сім’я переїхала до Івано-Франківська. З першого по десятий клас навчалася в Івано-Франківській спеціалізованій школі №5, повну загальну середню освіту отримала у школі №19.
 
Вищу освіту здобула на факультеті журналістики Львівського національного університету імені Івана Франка. Після 2-го курсу стаціонарного навчання перевелася на заочне. Почала працювати в газеті «Вісник». Відтоді професійного досвіду набиралася на посадах від коректора до головного редактора в друкованих та електронних ЗМІ, на радіо й телебаченні.
 
З 2004 року живе і працює в Києві.

## Творчість
Перший вірш написала у восьмирічному віці. Згодом почала складати пісні. Була переможницею численних регіональних конкурсів як авторка-виконавиця. Окремі поезії та оповідання шкільного періоду друкувалися в регіональній періодиці. 

Деякі оповідання та романи, зокрема перший, неопублікований, «Світло для метелика», можна почитати онлайн.

Навчалася на курсах письменницької майстерності від «Літосвіта [Архівовано 27 грудня 2021 у Wayback Machine.]». 

З 2020 року співпрацює з літературною агенцією OVO. 

Захоплення

Захоплюється дизайном і виготовленням жіночих нагрудних прикрас. Спершу, починаючи з 2011 року, створювала намиста із валяної вовни, згодом почала випробовувати інші матеріали й техніки й урешті дійшла,  що робота з натуральним камінням дає найбільше задоволення. Нині її прикраси можна знайти в приватних колекція по всьому світу. Серед жінок, які носять її намиста, – представниці політичного бомонду, дипломатки, акторки, художниці, письменниці, громадські діячки.

```
«Творчому темпераменту Роксолани Сьоми та її роботам найчастіше притаманні саме контрастні поєднання кольорів та ритмів, що створює особливий драматичний лад» — Ганна Врочинська.  
```

Твори
- 2012  – «Вакації у Танґермюнде» (видавництво «Навчальна книга – Богдан»)[4];
- 2016  – «Голова» (видавництво «Фенікс»);
- 2018  – «Світи суміжні»[5] [6] (видавництво «Легенда»),
- 2021  – «Рефлекс медузи»[7] (видавництво «Видавництво 21»).
- 2023 — колективна збірка оповідань сучасних українських письменників «На Різдво - додому» (упорядник Оксана Думанська)
- 2025 — «Мамуся» (видавництво «Темпора»)

## Відзнаки
- 2010  - заохочувальна премія літературного конкурсу видавництва «Смолоскип» за рукопис роману «Вакації у Танґермюнде»
- 2012  – премія «Дебют року» від книжкового порталу «Друг читача» за книгу «Вакації у Танґермюнде»[8]
- 2013  – ІІІ премія у Всеукраїнської літературної премії імені Олександри Кравченко (Девіль) за роман «Вакації у Танґермюнде»[9]
- 2016  – рукопис роману «Голова» увійшов у фінал цільової програми «Київ інформаційний».
- 2019  – диплом фіналіста Всеукраїнського літературного конкурсу «Дніпро-Бук-Фест» за книгу «Світи суміжні»
- 2020 – диплом фіналіста Міжнародного літературного конкурсу «Коронація слова» за рукопис роману «Рефлекс медузи»[10]
- 2022 — друга премія Міжнародного літературного конкурсу «Коронація слова» у номінації «Романи» за рукопис роману «Мамуся»[11].